# 柯士甸山道
柯士甸山道（英語：Mount Austin Road）是香港島直通太平山山頂上的一條車路，也是香港島海拔最高的道路，約540米或更高但絕不高於552米。全程單線雙向行車，上山斜坡路。柯士甸山道街口在爐峰峽凌霄閣以西，沿途經過柯士甸山遊樂場、舊總督山頂別墅守衛室及山頂公園，止於無線電站。柯士甸山道沿途有住宅岫雲、山景花園別墅、柯士甸山道8號、山頂花園、耕雲草廬及豐林閣。

## 特色
在柯士甸山道8號北面，往盧吉道26C路口，有一風景點，遊人多在此下車拍照。此處可以遠眺灣仔、銅鑼灣和北角的樓景，包括合和中心、中環廣場及維多利亞東海峽，及九龍半島尖沙咀及紅磡。

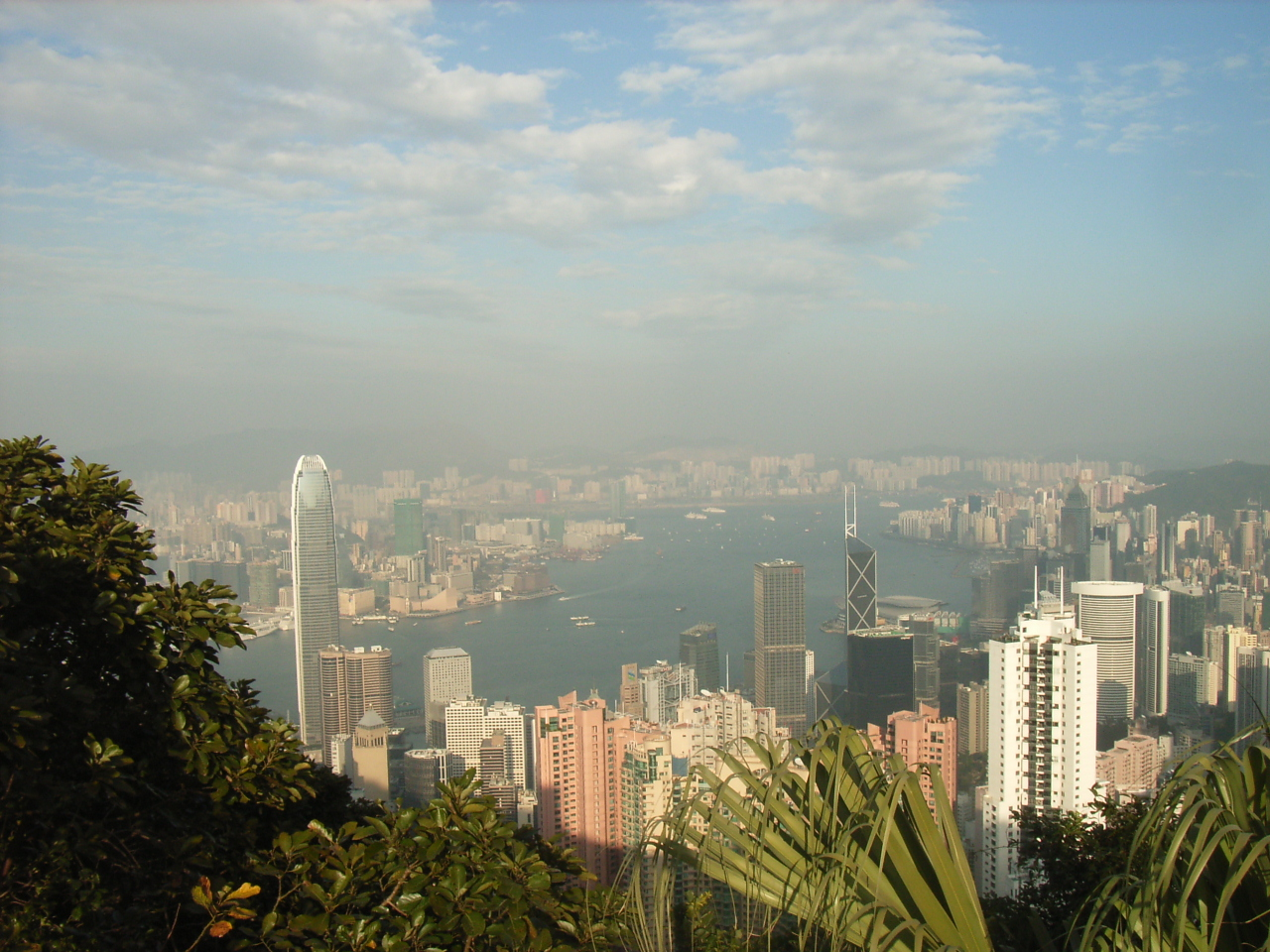
柯士甸山道中段觀景亭所見之風景 (2006年)
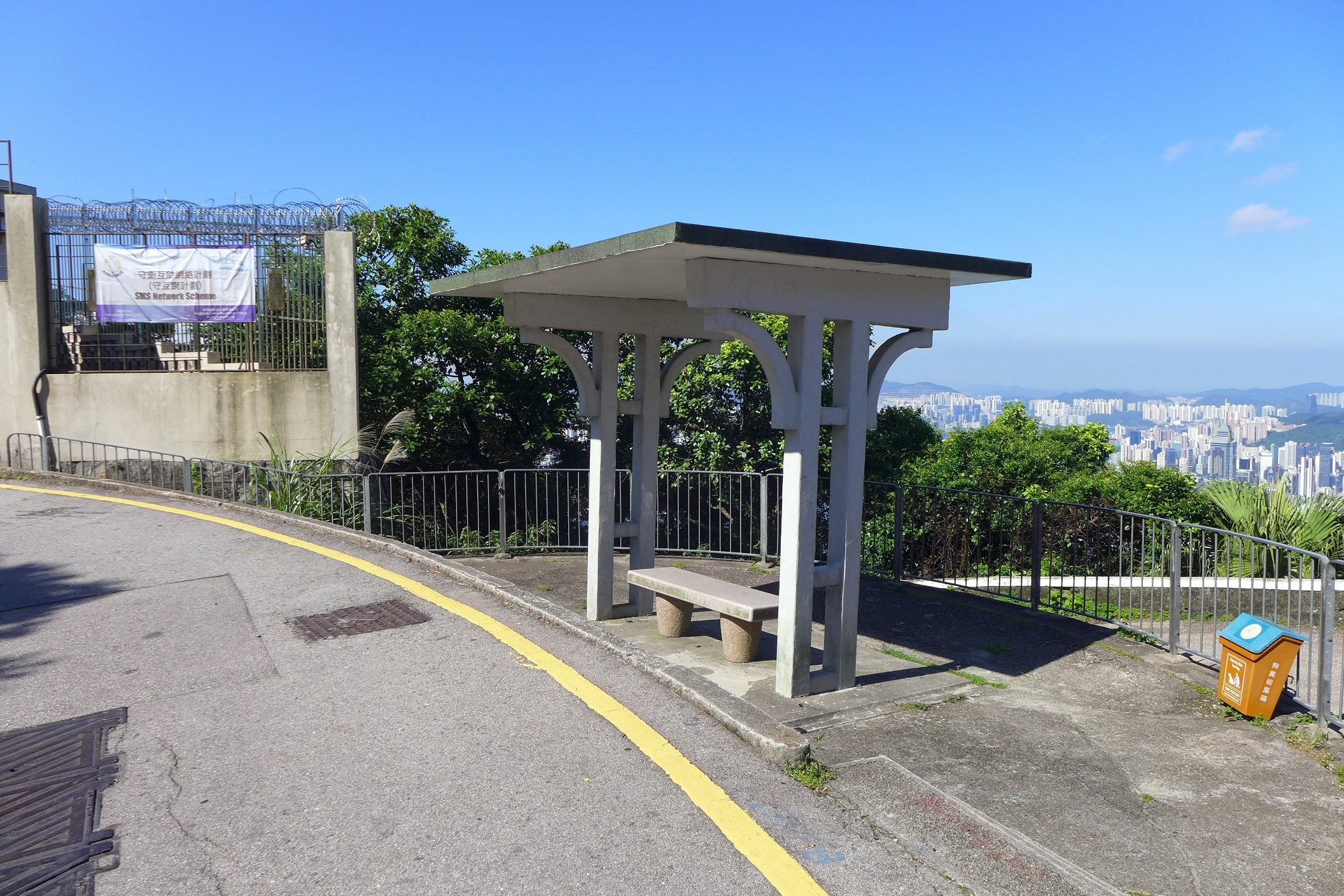
柯士甸山道8號的觀景亭
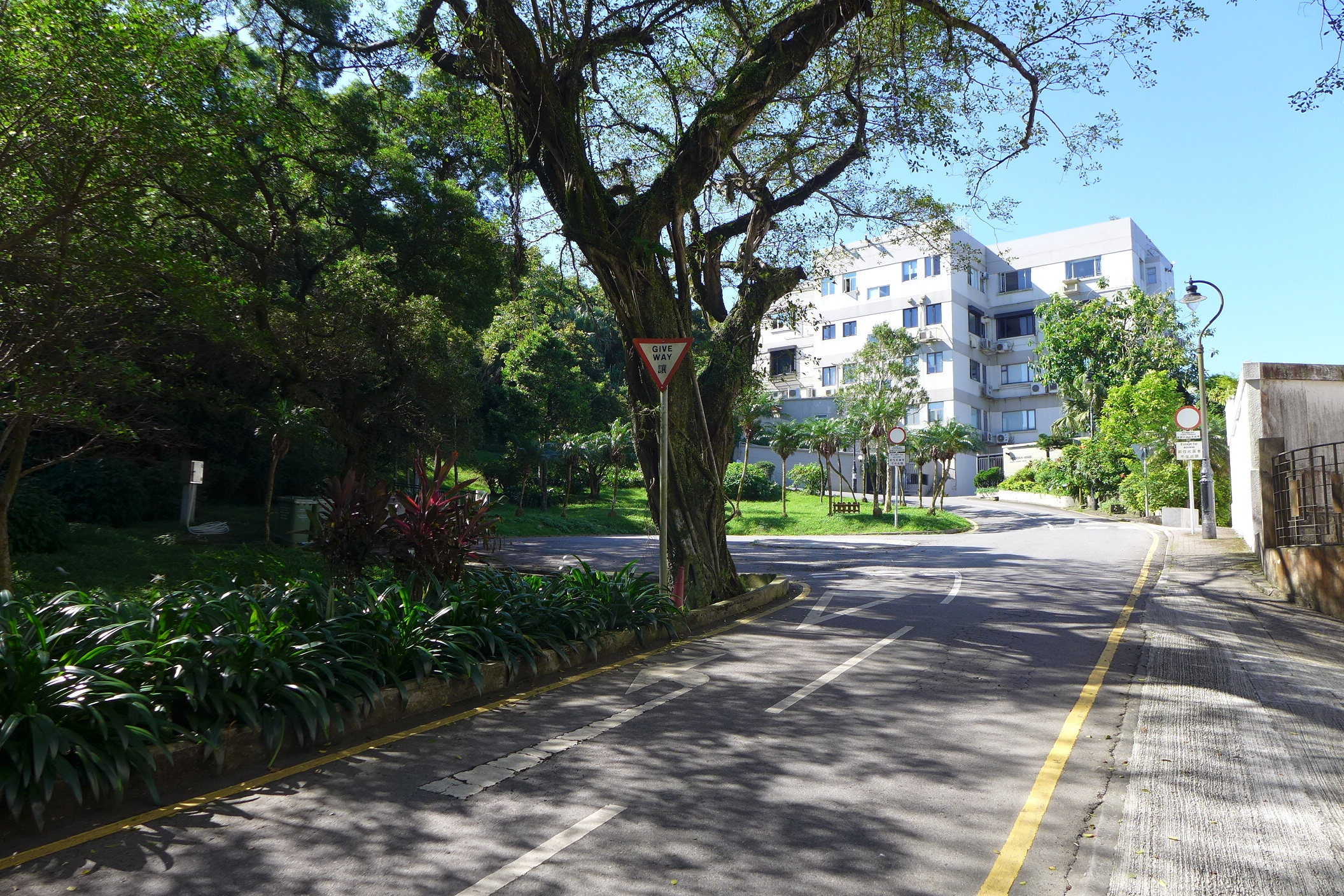
柯士甸山道近柯士甸山道22號
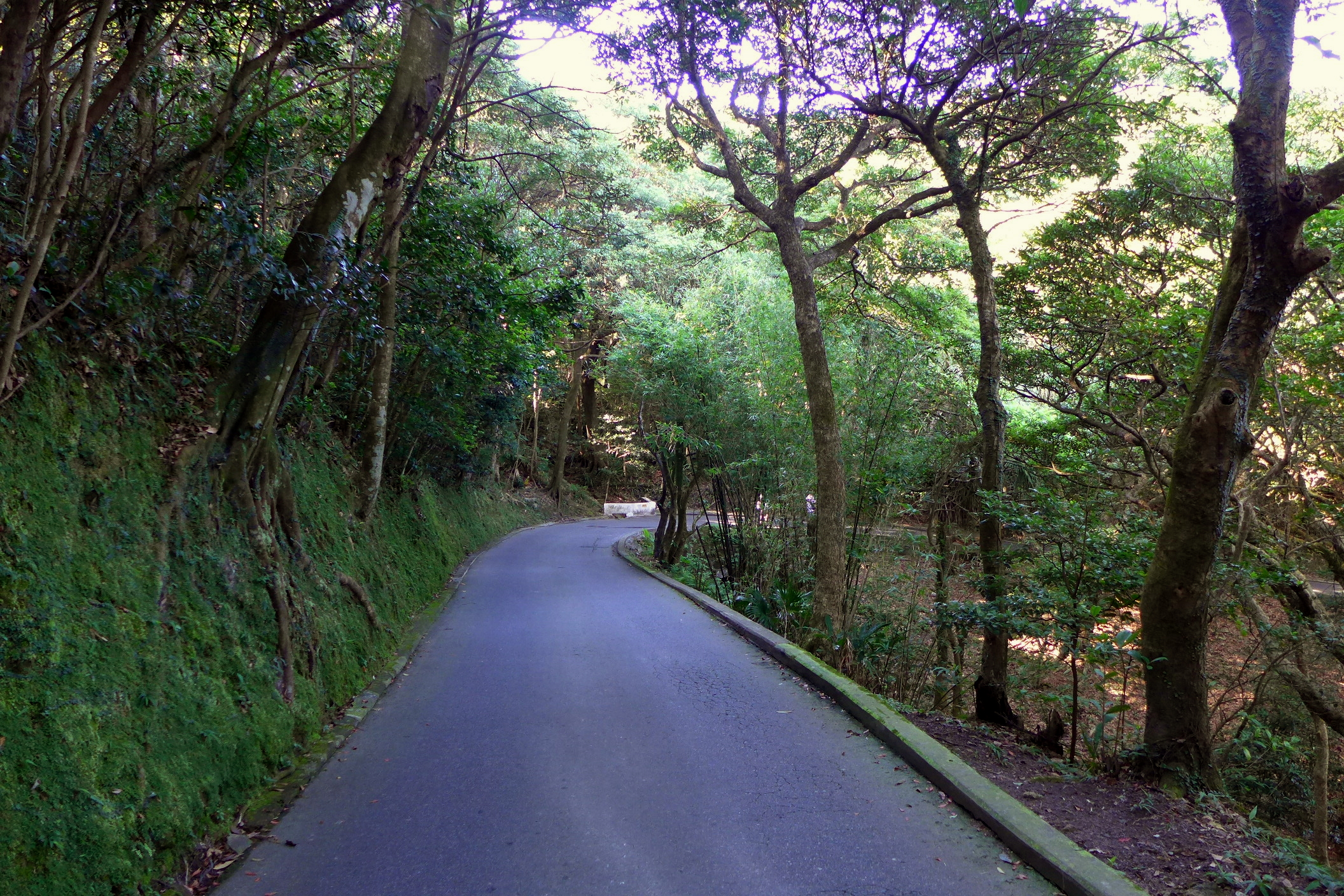
柯士甸山道近山頂公園

## 相關
- 同樂徑
- 夏力道

## 外部連結
- 柯士甸山道地圖 （页面存档备份，存于）

22°16′22.044″N 114°8′52.908″E / 22.27279000°N 114.14803000°E
1. ↑  . 香港政府.   [2021-10-12]. （原始内容存档于2021-11-26） （中文）.